# HAKUNA Live
HAKUNA Live（ハクナライブ）は、PCやiOS、Android端末でライブ配信・視聴ができるソーシャルライブストリーミングサービスである。
株式会社MOVEFAST Companyが運営していた。
2024年10月1日午後12時でサービス終了となった。
現在ではHAKUNA Live helpcenterにアクセスされる

## 概要
HAKUNA Liveとは、スワヒリ語で「なんとかなるさ！」の意味である「ハクナマタタ！」をモチーフにした、ソーシャルライブストリーミングサービスである。
公式キャラクターは『クナちゃん』
。

## 沿革
2018年
- 9月 - HAKUNA LiveのAndroid、iOS版を公開。

2019年
- 3月 - 韓国でのサービスをスタート[2]。
- 7月18日 - 日本でのサービスをスタート。[3]

2021年
- 運営会社Movefast Companyの親会社Hyperconnectが出会い系プラットフォーム大手Match Groupの傘下となる[4]

2022年
- 10月11日 - オールナイトニッポン0(ZERO)にて映像ライブ配信を開始。限定アフタートークも配信される[5][6]。

2023年
- 9月4日 - ショート動画を投稿・視聴することが可能な機能「Hits（ヒッツ）」を導入[7]
- 9月29日 - オールナイトニッポン0(ZERO)での映像ライブ配信を終了[8]。

2024年
- 10月1日 - サービス終了。